# 海怪杆菌属
海怪杆菌属（学名：Ketobacter）是海怪杆菌科下的一个属。

## 下属物种
本属包括以下物种：
- Ketobacter alkanivorans[2]
- 哪吒海怪杆菌 Ketobacter nezhaii[3]